# Валпоне (Кунео)
Валпоне је насеље у Италији у округу Кунео, региону Пијемонт.
Према процени из 2011. у насељу је живело 373 становника. Насеље се налази на надморској висини од 181 м.